# Empire Force One
Empire Force One – album studyjny producenta muzycznego Matheo oraz Empire Music Studio. Wydawnictwo ukazało się 22 kwietnia 2016 roku nakładem Empire Music Studio w dystrybucji Warner Music Poland. Gościnnie w nagraniach wzięli udział  m.in. Paluch, Quebonafide, Popek, Sobota, VNM, Rytmus, Waldemar Kasta oraz Ńemy. W dniu premiery album został udostępniony w formie digital stream na kanale YouTube - Empire Music Studio.
Nagrania dotarły do 38. miejsca polskiej listy przebojów - OLiS. Nagrania były promowane teledyskami do utworów „Dupa jak ty” i „Świat u stóp”.

## Lista utworów
Opracowano na podstawie materiału źródłowego.
1. Paluch, Quebonafide - „Agonia” (produkcja: Matheo)
2. Wuzet, Porchy - „Warning” (produkcja: Matheo)
3. Popek, Sobota, Matheo - „Świat u stóp” (produkcja: Timbaland)
4. VNM, Papoose, Triple Impact - „V.i.P.” (produkcja: Matheo)
5. Cham Phoenix, Kasia Malenda - „Rise” (produkcja: Matheo)
6. SB Maffija - „Django” (produkcja: Matheo)
7. Rytmus, Paluch - „Szkoła rapu” (produkcja: Maiki Beatz)
8. Waldemar Kasta, Ńemy - „Beware” (produkcja: Czarny HIFI)
9. Żabson - „Muzyczne towarzystwo” (produkcja: Lanek)
10. Bonson, Sacario - „Inny świat” (produkcja: Matheo)
11. Maya - „U” (produkcja: Julas)
12. Cham Phoenix, Ankhten Brown, Cywinsky - „My Plug is Off” (produkcja: BeJotKa)
13. Ankhten Brown - „From Up Above” (produkcja: Julas)
14. Ten Typ Mes - „Znajdź kłopoty” (produkcja: Timbaland)
15. Donguralesko - „Dupa jak ty” (produkcja: Matheo)
16. Wu, Mops, Miuosh - „Balast” (produkcja: Matheo)
17. Sobota, 2sty - „Następnym razem pomyśl” (produkcja: Matheo)
18. Żabson - „Paganini” (produkcja: TSK, skrzypce: Bogdan Kierejsza)
19. TTF The Gang - „Euroshit” (produkcja: BeJotKa)
20. 2sty, Teabe - „Domówka” (produkcja: Sokos)
21. Ad.M.a, Igrekzet, Kartky - „Widzę martwych ludzi” (produkcja: Enzu)